# Peno
Peno (rusky Пено) je jezero ve Tverské oblasti v Rusku, na Valdajské vysočině. Náleží ke skupině skupiny jezer, přes které protéká horní tok Volhy před přítokem řeky Seližarovka. Má rozlohu 16,7 km². Jeho průměrná hloubka je 3,5 m a maximální 6,4 m. Leží v nadmořské výšce 205 m.

## Pobřeží
Je protáhnuté ze severu na jih a má délku 28,8 km a šířku asi 2,1 km. Délka pobřeží je 38,7 km. Mírně skloněné břehy jsou porostlé lesem. Na jihovýchodním břehu leží vesnice Peno, na severním břehu několik osad a na východním chata Orlinka. Západní břeh osídlen není.

## Vodní režim
Zdroj vody je převážně sněhový a dešťový. Zamrzá v listopadu a rozmrzá v dubnu nebo na začátku května. Je spojeno průtokem s jezerem Vselug.

## Využití
Skupina jezer Hornovolžská jezera je spojena od r 1843 do Hornovolžské přehrady. Největší jezera v této skupině jsou Volgo, Vselug, Stěrž a Peno.